# Pleurothallis anthrax
Ancipitia anthrax là một loài thực vật có hoa trong họ Lan. Loài này được Luer và R. Escobar miêu tả khoa học lần đầu tiên vào năm 1981.